# Boštjan Napotnik
Boštjan Napotnik (znan tudi pod vzdevkom Napo in psevdonimom Dj Napo-lee-tano), slovenski televizijski voditelj, komik in publicist, * 1972.
Je kreativni direktor oglaševalske agencije. Poleg tega deluje kot sovoditelj tedenske kuharske oddaje Desetka na POP TV, povezovalec prireditev in pisec o kulinariki.
Sam se opisuje kot »pripovedovalec, špiker in kulinarični pisun«.